# Raymond Abrashkin
Raymond Abrashkin (Ray Ashley, * 9. März 1911 in New York City; † 25. August 1960 in Weston, Connecticut) war ein US-amerikanischer Schriftsteller, Drehbuchautor und Regisseur.
Der Sohn ukrainischer Einwanderer besuchte das City College of New York und wirkte zunächst als Lehrer an New Yorker Schulen. Während des Zweiten Weltkrieges diente er beim U.S. Maritime Service. Ab 1945 war er Herausgeber bei Reynal and Hitchcock, bevor er sich 1946 als freischaffender Schriftsteller selbständig machte.
Er verfasste Science-Fiction-Bücher für Kinder um den Helden Danny Dunn (später als Sun of Flubber verfilmt) und vier Libretti für Kinderopern. Bekannt wurde er mit dem Film Little Fugitives (Der kleine Ausreißer, 1953). Unter dem Pseudonym Ray Ashley schrieb er mit Morris Engel und Ruth Orkin das Drehbuch und führte die Regie in dem Film. Gemeinsam erhielten die drei Autoren 1953 den Silbernen Löwen bei den Filmfestspielen von Venedig und wurden 1954 für den Oscar für die Beste Originalgeschichte nominiert.